# Portofoliu (finanțe)
În domeniul financiar, un portofoliu reprezintă o colecție de investiții. Administrarea sa se realizează în funcție de obiectivele și toleranța la risc ale investitorului.

## Definiție

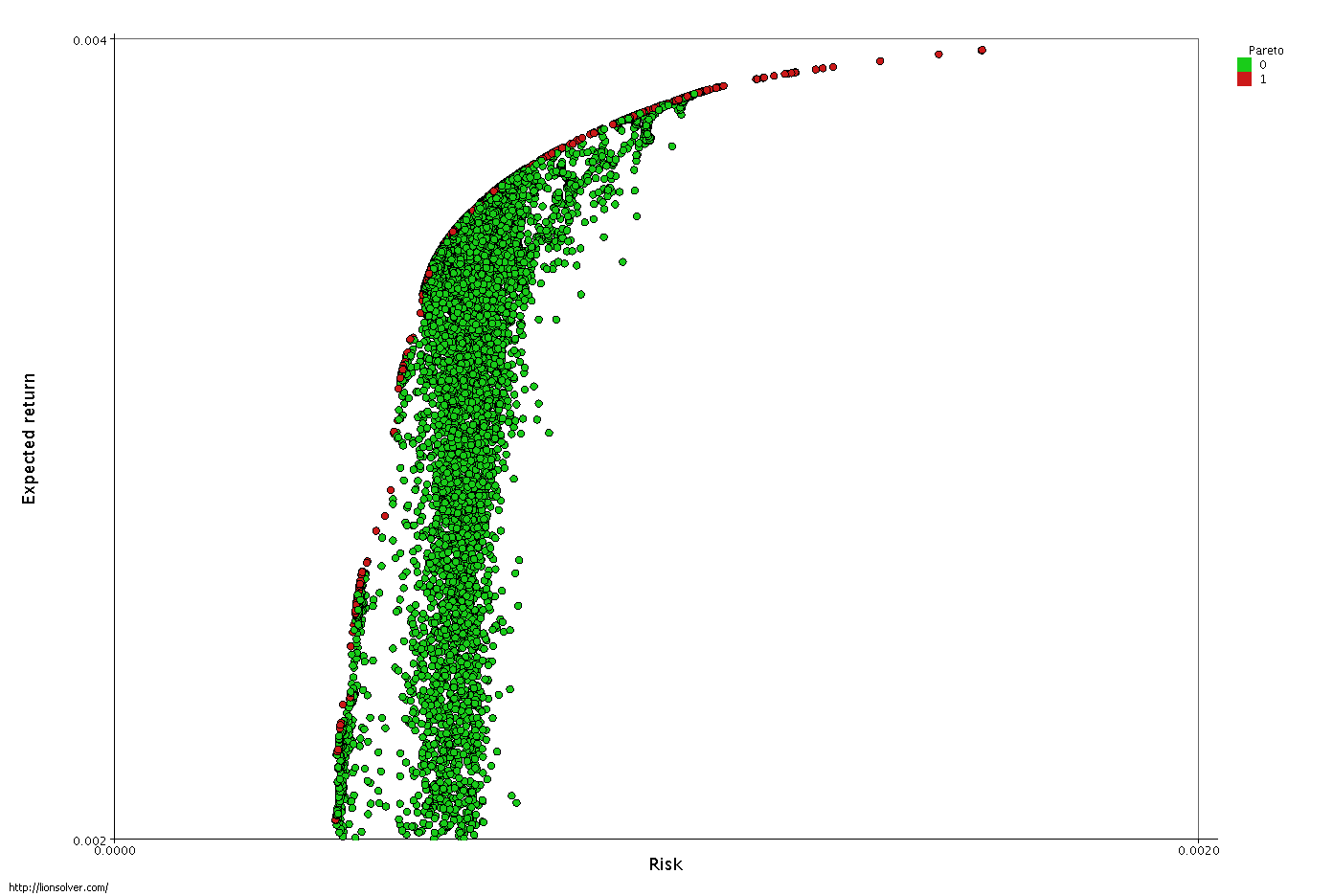
Grafic risc/randament și portofolii Pareto-optime (evidențiate în roșu)

Termenul „portofoliu” desemnează orice combinație de active financiare, precum acțiuni, obligațiuni și numerar. Portofoliile pot fi deținute de investitori individuali sau administrate de profesioniști din domeniul financiar, fonduri de investiții alternative, bănci și alte instituții financiare. De regulă, un portofoliu este structurat în funcție de toleranța la risc a investitorului, orizontul investițional și obiectivele financiare. Ponderea fiecărui activ influențează profilul risc-randament al portofoliului.
Alocarea activelor urmărește maximizarea randamentului așteptat și minimizarea riscului, constituind o problemă de optimizare multi-obiectiv. Există multiple soluții eficiente, iar selecția optimă depinde de compromisul dintre risc și randament. Mai exact, un portofoliu A este dominat de un portofoliu A' dacă A' oferă un randament așteptat mai mare și un risc egal sau mai mic. Dacă niciun portofoliu nu domină A, acesta este considerat un portofoliu eficient sau optim Pareto. Ansamblul combinațiilor eficiente de risc și randament este cunoscut sub denumirea de frontiera eficientă Pareto, în cadrul modelului de selecție a portofoliului Markowitz. Literatura recentă propune o abordare alternativă a diversificării portofoliului, care integrează riscul și randamentul în procesul de optimizare.

## Descriere
Există mai multe tipuri de portofolii, inclusiv portofoliul de piață și portofoliul cu expunere netă zero. Alocarea activelor poate fi gestionată prin diverse strategii investiționale, precum: ponderarea în funcție de dividende, ponderarea egală, ponderarea pe baza capitalizării bursiere, ponderarea în funcție de preț, paritatea riscului, modelul de stabilire a prețului activelor financiare (CAPM), teoria arbitrajului (APT), indicele Jensen, raportul Treynor, modelul diagonal Sharpe, modelul de valoare la risc (VaR), teoria modernă a portofoliului și altele.
Metodele de calcul al randamentului și performanței unui portofoliu variază. O metodă tradițională implică utilizarea randamentelor ponderate în funcție de fluxurile de numerar, calculate trimestrial sau lunar. Totuși, metoda randamentului ponderat în funcție de timp este preferată de mulți investitori, deoarece oferă o măsură mai precisă a performanței în condiții de variații ale fluxurilor de numerar. Există, de asemenea, modele pentru analiza atribuirii performanței investiționale, care permit compararea randamentului portofoliului cu un indice de referință, contribuind astfel la evaluarea strategiei investiționale.